# Corrado Ruggeri (pattinatore)
Corrado Ruggeri (L'Aquila, 15 agosto 1944) è un ex pattinatore e politico italiano.
Ha conquistato un titolo di campione mondiale, cinque titoli di campione europeo e numerosi titoli di campione italiano nel pattinaggio di velocità a rotelle su pista e su strada.
Dal 26 maggio 2002 al 26 maggio 2007 è stato assessore al Diritto allo Studio, al Commercio ed allo Sport del Comune dell'Aquila.
È stato a lungo in Forza Italia per poi aderire al Movimento per le Autonomie e divenirne segretario comunale, carica che ancora svolge. Alle elezioni comunali si candida al consiglio comunale aquilano nella lista del MpA ricevendo 169 preferenze, non riuscendo ad essere eletto.